# Wimbledonmästerskapen 2021
Wimbledonmästerskapen 2021 ägde rum i All England Lawn Tennis & Croquet Club i Wimbledon, London 28 juni–11 juli. Turneringen var den 134:e i ordningen. Den var öppen för seniorer i singel, dubbel och mixed dubbel samt för juniorer och rullstolsburna i singel och dubbel. 

## Tävlingar

### Seniorer

#### Herrsingel
Segrare: Novak Djokovic

#### Damsingel
Segrare: Ashleigh Barty

#### Herrdubbel
Segrare: Nikola Mektić /  Mate Pavić

#### Damdubbel
Segrare: Hsieh Su-wei /  Elise Mertens

#### Mixed dubbel
Segrare: Neal Skupski /  Desirae Krawczyk

### Juniorer

#### Pojksingel
Segrare: Samir Banerjee

#### Flicksingel
Segrare: Ane Mintegi del Olmo

#### Pojkdubbel
Segrare: Edas Butvilas /  Alejandro Manzanera Pertusa

#### Flickdubbel
Segrare: Kristina Dmitruk /  Diana Shnaider

### Rullstolsburna

#### Herrsingel
Segrare: Joachim Gérard

#### Damsingel
Segrare: Diede de Groot

#### Quadsingel
Segrare: Dylan Alcott

#### Herrdubbel
Segrare: Alfie Hewett /  Gordon Reid

#### Damdubbel
Segrare: Yui Kamiji /  Jordanne Whiley

#### Quaddubbel
Segrare: Andy Lapthorne /  David Wagner